# Aéroport de Sétif - 8 Mai 1945
L'aéroport de Sétif - 8 mai 1945 (code IATA : QSF • code OACI : DAAS) est un aéroport international mixte algérien situé à Aïn Arnat 12 km à l'ouest de la ville de Sétif.

## Présentation
L’aéroport de Sétif est un aéroport civil international desservant la ville de Sétif dans la région des Hauts Plateaux , et sa région (wilayas de Sétif et de Bordj-Bou-Arreridj).
L’aéroport est géré par l'EGSA de Constantine.
Cet aéroport est également un aéroport militaire car on retrouve sur ce même terrain le 9e régiment d'hélicoptères d'entraînement (9e RHE) des forces aériennes algériennes, ainsi que d'un centre d'instruction de l'infanterie et du 4e régiment de parachutistes commandos (4e RPC) des forces terrestres algériennes.

## Historique

### Avant 1939
Le terrain d'aviation s'ouvre en 1919 alors que l'Algérie est sous souveraineté française. Le 36e régiment d'aviation d'Afrique est composé de trois Groupes d'Aviation d'Afrique (GAA) ; le 3e GAA est basé au terrain d'aviation de Sétif, avec les escadrilles 544 et 549.

### Avant 1962

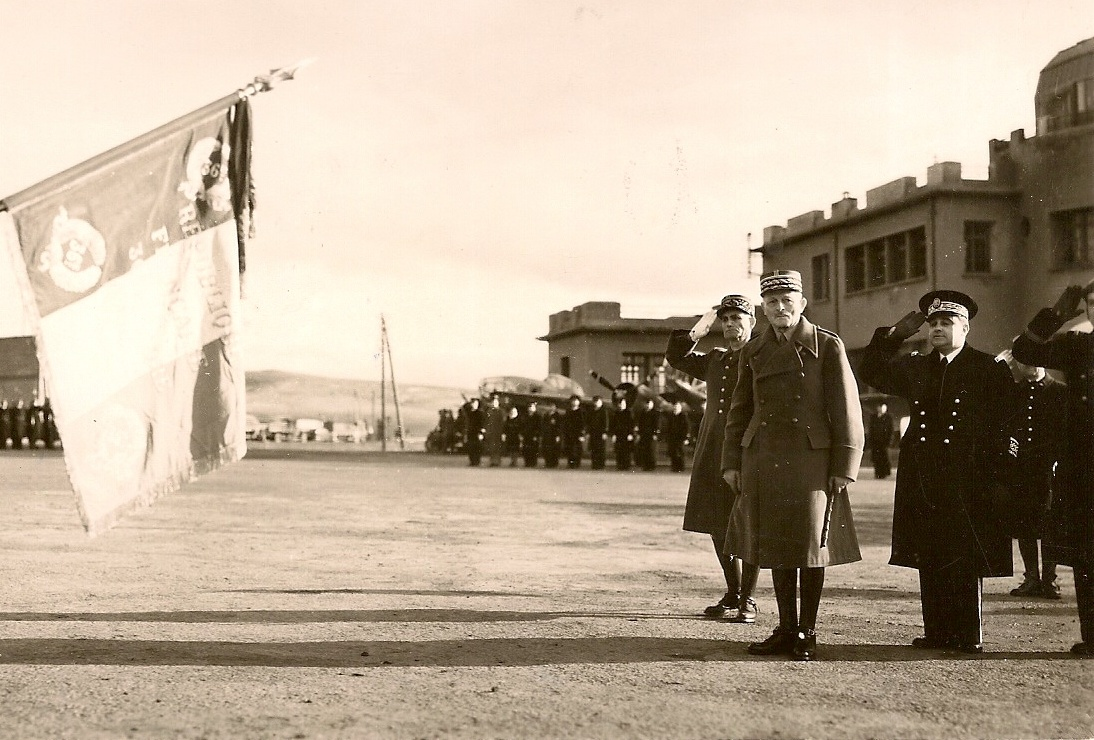
Weygan en visite en 1940 avec Abrial.

La base devient Base aérienne 144 Sétif-Aïn Arnat.
Le 1er octobre 1947, le 3e Groupe d'Aviation d'Artillerie (GAOA 3) installe ses avions.
Le 29 avril 1955, le Groupe d’Hélicoptères n°2 (GH 2) stationne ses appareils. Le 2 août 1959, la base d'hélicoptères n°101 est créée. La base est dissoute en 1962.

### Depuis 1962
Le terrain est nommé, après l'indépendance de l'Algérie, « 8 mai 1945 » en référence aux massacres de Sétif, Guelma et Kherrata qui eurent lieu à cette date et qui ont fait plus de 45 000 morts après des manifestations pacifiques.
L'aéroport de Sétif est un aéroport militaire de l'indépendance jusqu'à 1993, en effet les travaux de réalisation de l’aérogare débutent cette même année ; l'aéroport reçoit alors une vocation nationale.
En 1993, la piste avait une longueur de 1 925 m par 45 m de largeur et l’aérogare avait une surface de 2 900 m2, à la suite des travaux d’extension en 2002 la piste est passée de 1 925 m à 2 400 m puis à 3 000 m en 2014.
Entre 2005 et 2007, l’aérogare a subi une extension, passant donc de 2 900 m2 à 6 590 m2, permettant ainsi à l'aérogare d'augmenter sa capacité à 250 000 passagers/an.
La piste ainsi que le parking ont été refaits en 2016, et un taxiway à également vu le jour à cette même période, ce qui a engendré la fermeture de l'aéroport pendant 10 mois.
Une autre extension et modernisation de l'aérogare a été réalisé entre 2019 et 2021, ce qui a permis de doubler la capacité d’accueil de l'aéroport, passant donc de 250 000 passagers/an à plus de 450 000 passagers par an. L'aéroport a également été doté d'un système ILS (Instrument Landing System).
Malgré cette " modernisation " les capacités et la structure de l'aéroport restent très faible en comparaison avec la taille importante de la wilaya qui est troisième à l'échelle nationale en termes d'économie et de population.

## Situation
L'aéroport est situé dans la ville de Aïn Arnat, plus précisément sur la localité de Khalfoune, à l'ouest de Sétif

### Carte des aéroports de l'Algérie
| \| 100 km1:14 790 000 \| Adrar Alger Annaba Batna Béjaïa Biskra Boufarik Chlef Constantine Ghardaïa Hassi Messaoud In Amenas Jijel Oran Sétif Tamanrasset Tébessa Tlemcen Béchar Bordj Mokhtar Djanet El Bayadh El Goléa El Oued Illizi In Salah Ghriss Ouargla Tiaret Timimoun Tindouf Touggourt |
| 100 km1:14 790 000 |

Carte statique des aéroports d'Algérie.Carte dynamique des aéroports d'Algérie.

## Infrastructures liées

### Pistes
L’aéroport dispose d'une piste en béton bitumineux d'une longueur de 3 000 m

### Aérogare
L'aéroport a été rénové et modernisé de manière générale avec le remplacement des carrousels à bagages ainsi que de l'aménagement de duty free et de 8 nouvelles boutiques ainsi que de 4 bureaux de compagnies aériennes et une agence bancaire,.
L’aérogare dispose également de 10 guichets d’enregistrement, de 8 filtres de la PAF au niveau des départs, de plus à l’arrivée internationale, l'aéroport dispose de 11 boxes dont un qui est réservé aux personnes handicapées,.
L'aérogare passe d'une capacité de 250 000 passagers/an à 450 000 passagers/an et elle a une superficie d'environ 1 500 m2 à une surface de 6 000 m2. L’aérogare est maintenant divisée en deux parties, le national d'un côté et l'international de l'autre,.

On retrouve également à proximité de l'aérogare un pavillon d’honneur, permettant la réception de responsables politiques de tous le pays lors de leurs déplacements aéroportés.

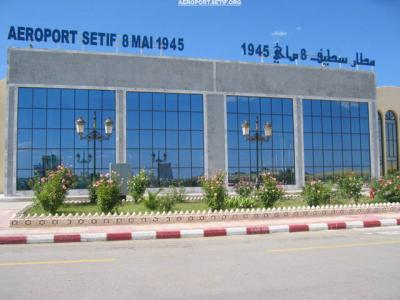
L'aérogare vue de l'extérieur.
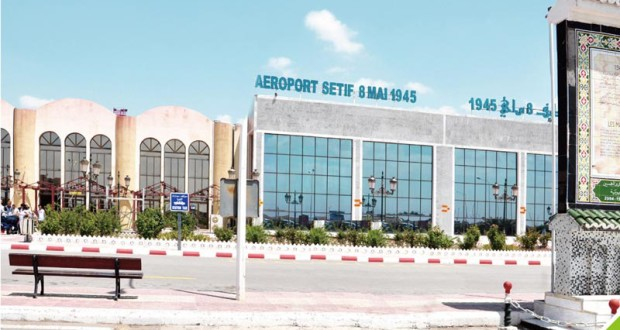
L'aérogare vue de l'extérieur.
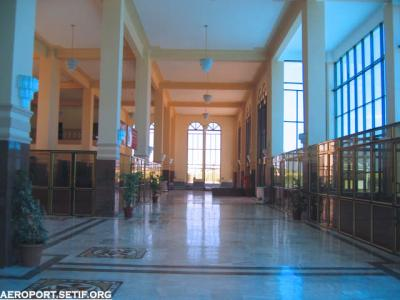
Hall d'enregistrement de l'aéroport.
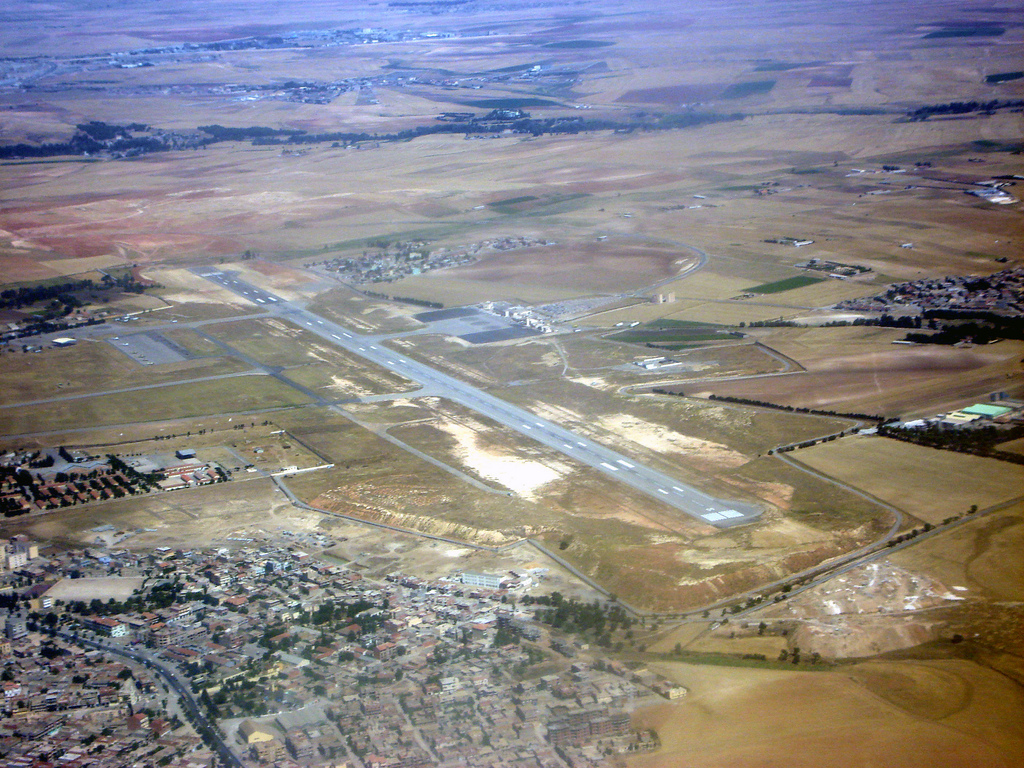
Vue aérienne de l'aéroport

### Accès
L’accès a l’aéroport par la route se fait par la route de wilaya W140, laquelle est reliée à la route nationale 5. On peut aussi accéder à l'aéroport par l'autoroute Est-Ouest.
L'aéroport est également desservi par bus et par taxi.

## Compagnies aériennes et destinations
| Compagnies       | Destinations                                                                          |
| ---------------- | ------------------------------------------------------------------------------------- |
| Air Algérie      | Alger-Houari-Boumédiène, Lyon-Saint-Exupéry, Paris-Orly En saison: Marseille-Provence |
| Tassili Airlines | Alger-Houari-Boumédiène, Oran-Ahmed-Ben-Bella                                         |
| Transavia France | Paris-Orly En saison : Marseille-Provence                                             |
| Volotea          | Lyon-Saint-Exupéry, Marseille-Provence                                                |

Actualisé le 31/07/2023

## Statistiques
| Année     | 2006    | 2007    | 2008    | 2009    | 2010    | 2011    | 2012    | 2013    | 2014    | 2015    | 2016    | 2017     | 2018    | 2019    | 2020    |
| --------- | ------- | ------- | ------- | ------- | ------- | ------- | ------- | ------- | ------- | ------- | ------- | -------- | ------- | ------- | ------- |
| Trafic    | 90 768  | 180 227 | 203 791 | 218 056 | 197 791 | 203 856 | 208 955 | 222 827 | 218 818 | 236 512 | 87 053  | 248 225  | 223 896 | 200 578 | 25 964  |
| Évolution | +98.56% | +13.07% | +20.99% | +7%     | -9.29%  | +3.07%  | +2.5%   | +6.64%  | +6.14%  | +8.09%  | -63.19% | +285.14% | -11.08% | -11.16% | -87.06% |

La baisse de passagers en 2016 était due à la réfection de la piste atterrissage de l'aéroport, en effet l'aéroport a fermé ses portes 10 mois.